# Teofil Seremi
Teofil Seremi (d. 1697, Alba Iulia) a fost un episcop ortodox și mitropolit al Bălgradului (al Ardealului) între 1692 și 1697. Numele său de mirean era Toma Seremi și făcea parte din mica nobilime din Teiuș (nemeși). A pornit tratativele de unire a Mitropoliei Ardealului cu Biserica Catolică, punând astfel bazele Bisericii Române Unite cu Roma, Greco-Catolice.